# فرانسیسکو آئودنینو
فرانسیسکو آئودنینو (اسپانیایی: Francisco Audenino‎؛ زادهٔ ۱۹۶۴) بازیگر اهل آرژانتین بود که بیشتر نقش‌های مکمل را بازی می‌کرد.
از فیلم‌ها یا برنامه‌های تلویزیونی که وی در آن نقش داشته است، می‌توان به کنت مونت کریستو اشاره کرد.